# Mairie de Clichy metróállomás
A Mairie de Clichy egy metróállomás Franciaországban, Párizsban a párizsi metró 13-as metróvonalán. Tulajdonosa és üzemeltetője a RATP.

## Metróvonalak
Az állomást az alábbi metróvonalak érintik:
- 13-as metróvonal

## Kapcsolódó állomások
A metróállomáshoz az alábbi állomások vannak a legközelebb:
- Gabriel Péri (Les Courtilles, 13-as metróvonal)
- Porte de Clichy metróállomás (Châtillon - Montrouge, 13-as metróvonal)